# Mack Gordon
Mack Gordon, nome artístico de Morris Gittler (21 de junho de 1904 – 1 de março de 1959) foi um compositor e letrista polonês naturalizado norte-americano. Ele foi nomeado para o Oscar de melhor canção original nove vezes em onze anos, incluindo cinco anos consecutivos entre 1940 e 1944 e ganhou o prêmio uma vez com a música "You'll Never Know". A canção revelou-se entre seus mais duradoura e contínua a ser popular em filmes e comerciais de televisão até hoje. "At Last" é outra das suas canções mais conhecidas.

## Vida e carreira
Mack Gordon nasceu em Varsóvia, Polônia em 21 de junho de 1904 com o nome de Morris Gittler. Quando seus pais emigraram para Nova Iorque em 1908, seu nome foi mudado para pseudônimo Mack Gordon.
Ele se juntou com o pianista inglês Harry Revel para escrever canções para o filme Ziegfeld Follies e os dois foram posteriormente oferecido um contrato pela Paramount Pictures. Através dos anos 1930 e início dos anos 1940, Gordon colaborou com vários compositores, incluindo Harry Warren, Josef Myrow, Jimmy Van Heusen, Vincent Youmans, James Monaco e Edmund Goulding.
A Internet Movie Database afirma que as músicas de Gordon foram usadas na trilha sonora para mais de 100 filmes, Gordon escrevendo especificamente pelo menos 50 deles. Seu catálogo inclui mais de 120 canções cantadas por alguns dos artistas famosos como, Frank Sinatra, Dean Martin, Sammy Davis, Jr., Etta James, Glenn Miller, Barbra Streisand, Christina Aguilera, Mel Tormé, Nat King Cole, entre outros.
Gordon faleceu em 1 de março de 1959 na cidade de Nova Iorque, NY. Ele tinha 54 anos.

## Músicas selecionadas
- "A Lady Loves"
- "A Star Fell Out of Heaven"
- "A Tree Was a Tree"
- "All About Love"
- "An Old Straw Hat"
- "An Orchid to You"
- "At Last"
- "Baby, Won’t You Say You Love Me"
- "Chattanooga Choo Choo" - indicada ao Oscar de melhor canção original de 1941
- "Cigarettes, Cigars"
- "Danger, Love at Work"
- "Did You Ever See a Dream Walking?"
- "Doin' the Uptown Lowdown"
- "Down Argentine Way" - indicada ao Oscar de melhor canção original de 1940
- "From the Top of Your Head to the Tip of Your Toes"
- "Goodnight My Love"
- "Help Yourself to Happiness"
- "I Can't Begin to Tell You" - indicada ao Oscar de melhor canção original de 1946
- "I Feel Like a Feather in the Breeze"
- "I Had the Craziest Dream"
- "I Played Fiddle for the Czar"
- "I'm Making Believe" - indicada ao Oscar de melhor canção original de 1944
- "I've Got a Date With a Dream"
- "I've Got a Gal in Kalamazoo" - indicada ao Oscar de melhor canção original de 1942
- "If You Feel Like Singing, Sing"
- "In Old Chicago"
- "It Happened In Sun Valley"
- "It Happens Every Spring"
- "It Was a Night in June"
- "It's Swell of You"
- "Listen to the German Band"
- "Lookie, Lookie, Lookie, Here Comes Cookie"
- "Love Thy Neighbor"
- "Mam'selle"
- "May I?"
- "My Heart is an Open Book"
- "My Heart Tells Me"
- "On the Boardwalk at Atlantic City"
- "Once in a Blue Moon"
- "Once Too Often"
- "Paris in the Spring"
- "Serenade in Blue"
- "She Reminds Me of You"
- "Somebody Soon"
- "Somewhere in the Night"
- "Sunny Southern Smile"
- "Takes Two to Make a Bargain"
- "Thanks for Everything"
- "The More I See You"
- "There Will Never Be Another You"
- "There's a Lull in My Life"
- "Through a Long and Sleepless Night" - indicada ao Oscar de melhor canção original de 1949
- "Time on My Hands"
- "Underneath the Harlem Moon"
- "What Did I Do"
- "When I'm With You"
- "Wilhelmina" - indicada ao Oscar de melhor canção original de 1950
- "Without a Word of Warning"
- "With My Eyes Wide Open, I'm Dreaming"
- "You Do" - indicada ao Oscar de melhor canção original de 1947
- "You Make Me Feel So Young"
- "You Say the Sweetest Things Baby"
- "You'll Never Know"

## Obras originais para Broadway
- Velozes e Furiosos (1931) - revista - principal letrista
- Smiling Faces (1932) - musical - letrista
- Strike Me Pink (1933) - revista - diálogo - letrista